# ميروبا
ميروبا Mairuba - هي قرية لبنانية من قرى قضاء كسروان في محافظة جبل لبنان.كانت مصيفًا للبنانيين ومقصدًا للسياح، أغلب سكانها هم من المسيحيين المارونيين .

## الموقع والخصائص.
تقع ميروبا في قضاء كسروان - محافظة جبل لبنان- مركز المحافظة بعبدا ومركز القضاء جونية. وهي تقع علي ارتفاع 1200م عن سطح البحر، تبعد مسافة (37) كم - تقريباً-عن بيروت ، وعن بعبدا (41) كم وعن جونية (23) كم ، وتبلغ مساحة أراضيها حوالي(964) هكتارًا، زراعتها عبارة عن اشجار مثمرة وخاصة التفاح الذي منه صتف منسوب إليها، فمن يتحدث عن ميروبا يتبادر إلى ذهنه فورا تفاحها الشهي، علما بأن أول شجرة تفاح زرعها في البلدة، على حد قول رئيس البلدية، الكاهن اليسوعي جوزف خليل قبل نحو 120 سنة، وكان يطلق على هذه التفاحة اسم «رونيد دوكندا» المعروفة «بالتفاح الفرنجي» والذي كان يوصف للمصابين بالسكري. وفيها خضروات موسمية ترويها ينابيعها العديدة ، مثل : نبع الصوان وعين التنور، وعين ستيت بالإضافة إلي أكثر من (100) عين صغيرة أخري، وتوصف بعض ينابيعها لأمراض الكبد والكلي مثل : عيون الحديد والشحاحير والصنوبر والصوان، مناخها صخري ويعد من انجع المناخات الصحية بما يضفيه من طراوة، اشتهرت ميروبا قديمًا بالمعركة التي بين دارت بين اللبنانيين وإبراهيم باشا قبل اكثر من قرن وستة عقود ، وانتصر فيها اللبنانيون.

## التسمية والآثار.
يرجع اسم "ميروبا" إلي اللعة السامية القديمة ، وميروبا تعني "الماء الكثير" ويدعم ذلك كثرة العيون والينابيع بها. وتشير بعض الأبحاث إلي ان إنسان العصر الحجري قد استوطنها ؛ وذلك من خلال العثور علي بعض الادوات التي وجدت بالقرب من أحد ينابيع حراجل . كما دلت الآثار العائدة إلي أزمنة متلاحقة علي أن استمراراً سكنيًا وحضاريًا قد دام علي هذه الأرض منذ أقدم العصور حتي الآن، ومن تلك البقايا: أثار برج في خراج ميروبا يعرف بخرائب زهير( وهو اسم لملك قديم كان يسكنها) وعظمة البناء التي لاتزال ظاهرة في البقايا المحفوظة من بقاياه ربما تشير إلي ان المكان كان معبدًا للزهرة والتي تحول اسمها إلي زهير.

## السياحة في ميروبا.

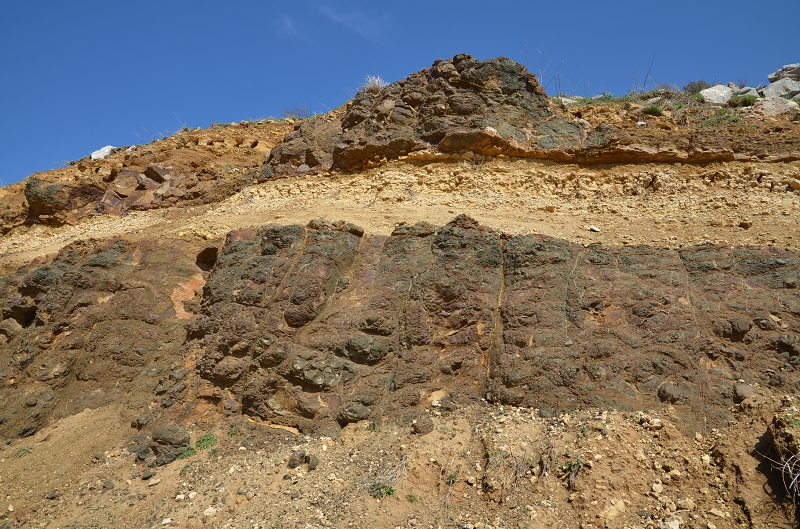

تتميز ميروبا بانها قرية سياحية ومن اجمل مصايف كسروان، ومصيف مميز ومقصد للسياح يفدون إليها من كل النواحي، ويذكر البعض أنه عندما كانت ميروبا مصيفا للبنانيين ومقصدا للسياح، لم يكن هناك مصيف آخر في مستواها. وربما كانت المصيف المميز قبل أن يصل إليها أسفلت الطرق، وتحديدا عندما بلغ هذا الوقت تخوم بلدة ريفون، حيث كان الميسورون ينتقلون إليها على الأحصنة، ومتوسطو الحال على الحمير، والفقراء سيرا على الأقدام، وذلك إما للنزول في فنادقها التي يعود أحدها إلى 80 عاما، وإما لإقامة المخيمات الصيفية قرب العيون والينابيع، أو قرب البساتين. وعندما كان وجود سيارات «فورد أبو دعسة» يقتصر في أغلب الأحيان على شوارع في بيروت كان قسم كبير منها في ميروبا

## عائلاتها وأهم أعيادها.
العائلات التي تسكن ميروبا اغلبها من المسيحيين الموارنة من امثال: أبو خليل، أبي راشد، أبي نخول، أرسانيوس، بعينو، سعادة، سلامة، شهوان، الصباغ، فريفر، قرقفي، قزيلي، ناصيف.
اما عن اعياد ميروبا ومناسباتها الخاصة فتتمثل في: عيد مار الياس (20 تموز) ، عيد انتقال السيدة العذراء (15 آب) ، عيد ارتفاع الصليب (14 أيلول) ، بالإضافة إلي "عيد التفاح" في الاسبوع الأول من أيلول من كل عام.